# Мусін-Пушкін Аполлос Аполлосович

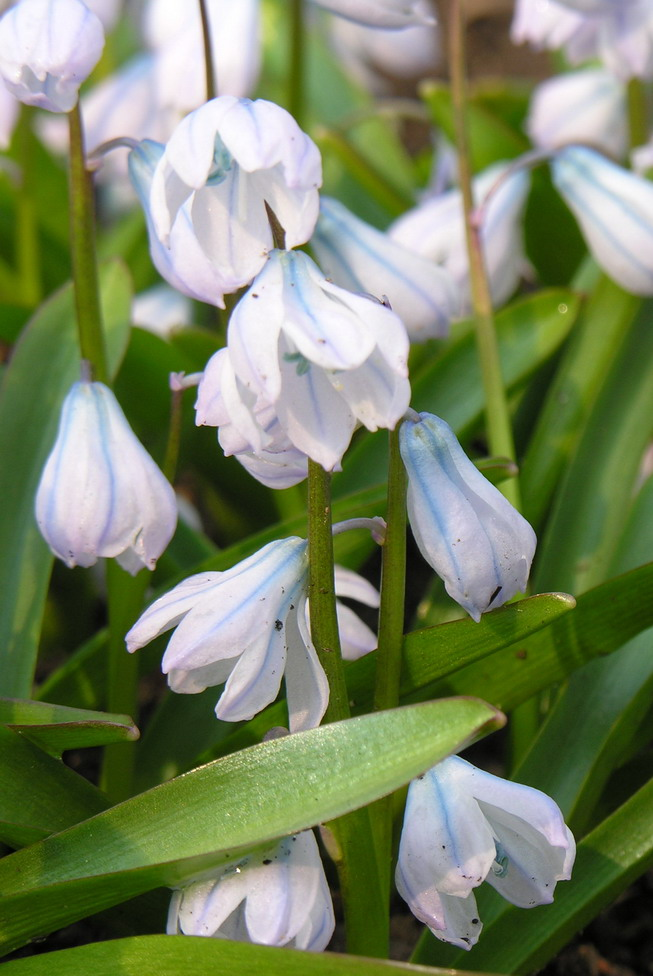
Пушкінія

Граф Аполло́с Аполло́сович Му́сін-Пу́шкін (17 лютого 1760 — 18 квітня 1805) — російський вчений з роду Мусіних-Пушкіних, відомий своїми працями у галузі хімії, мінералогії, фізики та ботаніки. 

## Біографія
Аполлос Аполлосович Мусін-Пушкін народився 17 лютого 1760 року у Тобольську.
Мусін-Пушкін належав до невеликої кількості представників російської аристократії XVIII століття, які присвятили себе науці. Батько його (якого він, втім, рано втратив) очолював Берг-колегію (відомство гірничої справи), цим, можливо, і пояснюється його захоплення природничими науками.
Камер-юнкер та капітан кінної гвардії, пізніше дійсний камергер, таємний радник та кавалер ордену св. Анни 1-го ступеня, Мусін-Пушкін володів обширними знаннями у галузі хімії та мінералогії, що принесло йому європейську популярність. Він зробив значний внесок у вивчення природи платини та її сполук, відкрив легкий спосіб відділення платини від заліза (отримання амальгами платини), який особисто представив науковим співтовариствам Європи .  Його обрали членом академій наук у Петербурзі, Берліні, Стокгольмі та Турині, а також Лондонського королівського товариства.
У 1800-1803 роках він провів експедиції на Кавказ разом із своїм другом ботаніком Фрідріхом Августом Маршаллом фон Біберштейном. За підсумками цих геологічних вишукувань він надіслав у Імператорську Санкт-Петербурзьку Академію наук велике зібрання каменів та мінералів з їх описами.
Мусін-Пушкін помер під час перебування у Тифлісі 18 квітня 1805 року.

## Вшанування
М. І. Адамс на честь Мусіна-Пушкіна назвал рід красиво квітучих рослин родини Гіацинтові — Puschkinia Adams, 1805 — Пушкінія, знайдений під час спільної з Мусіним-Пушкіним грузинської експедиції.